# Henk Bloemers
Henk Bloemers (Eindhoven, 17 de septiembre de 1945 - Eindhoven, 26 de enero de 2015) fue un futbolista neerlandés que jugaba en la demarcación de defensa.

## Biografía
Debutó en 1964 con el FC Eindhoven tras formarse en las filas inferiores del club. Empezó a jugar en la Eerste Divisie, hasta que en la temporada 1968/1969, tras quedar en la posición quince, descendió a la Tweede Divisie. En 1971, jugó la fase de promoción, y tras quedar tercero en liga ascendió de categoría. En 1975, ayudó al equipo a quedar en sexta posición, lo que le dio pie a jugar la promoción, y ascendiendo a la Eredivisie, jugando así en la máxima categoría del fútbol holandés. Además en la temporada siguiente consiguió su mejor posición en la KNVB Cup, llegando a semifinales. Finalmente, en 1984, tras más de 700 partidos jugados en total con el club, colgó las botas.
Falleció el 26 de enero de 2015 a los 69 años de edad.

## Clubes
| Club         | País         | Año         | Partidos | Goles |
| ------------ | ------------ | ----------- | -------- | ----- |
| FC Eindhoven | Países Bajos | 1964 - 1984 | 641      | 58    |